# Кардимово
Кардимово (рос. Кардымово) — селище міського типу в Смоленській області Росії, адміністративний центр Кардимівського району. Відноситься до Кардимівського міського поселення.

## Географія
Розташоване на залізниці Смоленськ - Москва за 28 км на північний схід від Смоленська. Через селище протікає річка Хмість — притока Дніпра.

## Історія
Вперше Кардимово згадується у Списку населених пунктів за 1859 рік.
Селище міського типу — з 26 вересня 1979 року.
У 2009 році частина Кардимового була включена до кордонів сільського населеного пункту поселення Пищулине Березкинського сільського округу.

### Російське вторгнення в Україну
Зранку 20 квітня 2024 нафтобазу населеного пункту була атаковано українським БпЛА.

## Населення
Населення — 4443 ос. (2021).